# Portret rodziny
Portret rodziny – obraz Rembrandta, namalowany w 1669. Obok Autoportretu z Hagi i Powrotu syna marnotrawnego należy do ostatnich dzieł w dorobku artysty. Prezentowany jest w Herzog Anton Ulrich-Museum w Brunszwiku.
Obraz jest przykładem portretu grupowego, tematu często preferowanego przez artystę, przy czym jest to jedyny jego portret rodzinny. Dzieło przedstawia niezidentyfikowaną rodzinę, którą tworzy małżeńska para z trójką córek; jedna z nich wdrapuje się na kolano matki, a pozostałe dwie rozmawiają ze sobą. Za nimi wyłania się postać ojca, trzymającego czerwony kwiat w prawej dłoni. Jego małżonka sugestywnie spogląda na koszyczek kwiatów w rękach jednej z córek, który ta chce podarować matce.
Dzieło jest sygnowane. Na zewnętrznym brzegu koszyczka widnieje podpis Rembrandt f[ecit]. Chociaż obraz nie jest datowany, styl, kolorystyka i faktura obrazu poświadczają ostatni okres twórczości Rembrandta. Dzieło jest wykonane za pomocą szerokich pociągnięć pędzla, gdzieniegdzie czytelne jest użycie szpachelki. Malowany głównie za pomocą impastów, obraz ma chropowatą powierzchnię, zwłaszcza w intensywnych czerwieniach sukni matki, oraz wspartej na jej kolanach córki. Ponadto impasty widoczne są na zgaszonych zieleniach sukienek dwóch młodszych sióstr. W sposób delikatniejszy malarz potraktował twarze postaci, nadając im indywidualne rysy. Generalnie dzieło cechuje niemal dwuwymiarowość, dominacja ogółu nad szczegółem i surowość faktury.
Wczesne dzieła w twórczości Rembrandta cechuje bardziej oszczędne, niemal laserunkowe użycie farby i koncentracja na szczegółach (np. Portret Agaty Baas czy Lekcja anatomii doktora Tulpa). W późniejszych dziełach artysta odważniej kładł impasty (np. Portret Jana Sixa), by osiągnąć w ostatnich latach daleko idącą syntezę i operować formą głównie za pomocą impastów. W podobny sposób namalował datowany na 1664 rok obraz, zatytułowany Żydowska narzeczona. Styl ten przejął ostatni uczeń Rembrandta Aert de Gelder.